# Ludwig Lavater
Ludwig Lavater (Kyburg, 4 marzo 1527 – Zurigo, 5 luglio 1586) è stato un teologo svizzero.

## Biografia
Lavorò presso il circolo di suo suocero Heinrich Bullinger. Servì come Archdeacon al Grossmünster di Zurigo e prese il posto di Rudolf Gwalther presso la chiesa di Zurigo
Lavater fu autore prolifico, scrisse omelie, commenti, pratiche liturgiche della chiesa di Zurigo, una storia sulla controversia della cena del Signore, nonché biografie di Bullinger e Konrad Pellikan. La sua opera sui fantasmi (De spectris ...) fu uno dei lavori demonologici più frequenti del periodo, con almeno diciannove edizioni in tedesco, latino, francese, inglese e italiano.

## Opere
- De ritibus et institutis ecclesiae Tigurinae. 1559 (Modern edition: Die Gebräuche und Einrichtungen der Zürcher Kirche. Zürich: Theologischer Verlag, 1987. ISBN 3-290-11590-9
- Historia de origine et progressu controversiae Sacramentariae de Coena Domini, ab anno nativitatis Christi MDXXIIII. usque ad annum MDLXIII. Zurich: Christoph Froschauer, 1563.
- De spectris, lemuribus et magnis atque insolitis fragoribus.. Leiden, 1569.
- Von Gespänsten ..., kurtzer und einfaltiger bericht. Zürich, 1569 (VD 16 L 834).
- Von Gespänsten, in Theatrum de Veneficis. Frankfurt, 1586.